# Fibigia clypeata
Fibigia clypeata là một loài thực vật có hoa trong họ Cải. Loài này được (L.) Medik. mô tả khoa học đầu tiên năm 1792.